# Изъюров, Иван Васильевич
Иван Васильевич Изъюров (Изъюр Иван; 6 марта 1910, Позтыкерес, Усть-Сысольский уезд, Вологодская губерния — 24 января 1995, Сыктывкар) — коми писатель. Член Союза писателей СССР с 1934 года. Участник Великой Отечественной войны.

## Биография
Родился 6 марта 1910 года в селе Позтыкерос Усть-Сысольского уезда Вологодской губернии. Окончив школу, работал в Коми книжном издательстве, после чего устроился редакцию журнала «Ударник». Работал также в газете «Вӧрлэдзысь» (Лесной рабочий), в издательстве ЦК ВКП(б) «Партиздат». В 1937 году был репрессирован и осужден на три года.
В 1934 году Изъюров был принят в ряды Союза писателей СССР.
В годы Великой Отечественной войны воевал на Карельском фронте, в Финляндии и Норвегии. Служил пехотинцем, минометчиком, связистом. Был также военным корреспондентом, опубликовал около 30 очерков и рассказов о фронте. По окончании войны Иван Васильевич работал журналистом в республике. 
С 1967 года работал ответственным секретарём Союза писателей Коми АССР.
Скончался 24 января 1995 года. Похоронен в Сыктывкаре.

## Литературная деятельность
Начал заниматься литературной деятельностью еще будучи школьником. Первые юношеские стихи и короткие рассказы за его авторством были напечатаны в журнале «Ордым» в 1926 году. Позже вышли повести «Тималӧн бригада» (Бригада Тимофея, 1932), «Доменьлӧн мыж» (Вина Доментия, 1936), сборник рассказов «Шуд» (Счастье, 1935). В 1979 году республиканским драмтеатром (ныне Государственный академический театр драмы им. В. А. Савина) была поставлена пьеса Изъюрова «Морт коли ӧтнас» (Человек остался один). 

## Награды и звания
- Заслуженный деятель искусств Коми АССР (за большие заслуги в развитии национальной литературы)
- Государственная премия Коми АССР имени И. А. Куратова.